# Стерв'ятник (персонаж)
Стерв'ятник, також Падальник (англ. Vulture) — один з найзавзятіших противників Людини-Павука, справжнє ім'я якого Адріан (Едріан) Тумс. Був придуманий Стівом Дітко і Стеном Лі. Вперше з'явився в коміксі «The Amazing Spider-Man» #2 (квітень 1963). Не дивлячись на свій зовнішній вигляд старого, цей негідник у фізичній підготовці перевершує багатьох атлетів та інших відмінно фізично підготовлених спортсменів. Костюм оснащений різними пристосуваннями в боротьбі проти недругів.

## Едріан Тумс
Адріан Тумс був інженер-електронік, який створив для себе спеціальне пристосування, що дозволяє йому літати й наділяє його особливою силою. Одного разу, він відновив свою молодість за допомогою власного винаходу. Він відновлювався, «висмоктуючи» молодість зі звичайних людей, але ця дію мала короткочасний характер. У якийсь момент, зіткнувшись з Людиною-павуком, Стерв'ятник забрав у нього молодість, зробивши старим. Але цей ефект протримався не більше кількох годин. Стерв'ятник багато разів об'єднувався з іншими ворогами Людини-павука. Також він був членом усіх втілень Зловісною Шістки.
Якось раз Стерв'ятник зіткнувся з Хамелеоном і Зеленим Гобліном, щоб заплутати Людину-павука і вивести його з ладу, ввівши в гру андроїдів, як дві краплі води схожих на його загиблих батька і матір. Обман був розкритий, коли Стерв'ятник спробував знайти спосіб зберегти свою молодість штучним шляхом за допомогою андроїдів, які згодом були знищені. Стерв'ятник висмоктав життєву силу з андроїда Мері Джейн, що зробило його знову молодою людиною і навіть вилікувало від раку, який повільно його вбивав. Однак через деякий час Тумс знову постарів. Пізніше, вважаючи що він помирає у в'язниці через травми в тюремному семінарі Тумс показав місцезнаходження обладнання та речей Стерв'ятника сусіду по камері Блекі Драго (який став другим Vulture) Драго відкопав крила та втік зрештою він навіть з допомогою Крейвена-Мисливця не зміг здолати Людину-Павука. Згодом Тумс повернув собі своє обладнання.
Пізніше, Тумс нападає на Павука на роздачі автографів, однак, падає без свідомості та, відчуваючи щось не так, Людина-павук доставила його до лікарні. Тумс прокинувся через кілька годин, коли доктор виявив, що він постраждав від інсульту, і більшість його мускул лівої сторони тіла були паралізовані. Коли лікар пішов, Людина-Павук прокралась всередину і Тумс попросив убити його, тому що він слабкий. Коли Людина-Павук відмовилась зробити це, сказавши, що він теж слабкий і завжди був слабким. Після згадки про Дядька Бена, Павук взяв подушку і почав його душити. Тумс став чинити опір, і Людина-Павук прибрала подушку, прокоментувавши, що «Будь, хто стикається зі смертю, починає боротися за життя вдвічі сильніше.»
Коли Альоша Кравінов почав збирати зоопарк з твариноподібних суперлюдей, Стерв'ятник був одним зі спійманих. Щоб не дати Стерв'ятнику використовувати його розумові здібності, які можуть допомогти йому зняти нашийник з бомбою, Кравен постійно ламав йому руки, але завдяки Ріно, Стерв'ятник втік.

## Костюм
Костюм Стерв'ятника складається з синтетики, електромагнітного пояса і крил. Ремінь складається з електромагнітного генератора антигравітона, завдяки якому він і робить неймовірні маневри в повітрі. Так само завдяки йому Адріан має підвищений опір до різних травм і ран.

### Джиммі Нетел
Новий Стерв'ятник з'явився в серії історій «Людина-Павук 24/7». Він більше мутований правоохоронець, ніж суперлиходій, безжально вбиває і поїдає злочинців. Під час битви, Людина-Павук була тимчасово засліплена кислотою, якою монстр плюнув йому в обличчя. Людина-Павук перемогла нового Стерв'ятника на новому Стадіоні Янкі.
Під час подій «Рукавички» він втік з в'язниці й погнався за гангстерами, відповідальними за його перетворення. Перший бандит, якого він знайшов, викрив людей, відповідальних за «очищення» Джиммі Нетела, і він повідомив, що причиною перетворення був Джей Джона Джеймсон. Пізніше, Джиммі був помічений пролітаючим над безробітним, впавшим депресію Пітером Паркером в ночі. Електро за наказом Саші Краввіной визволив іншого Стерв'ятника з в'язниці. Джиммі хотів нашкодити Дж. Джею. Але в нього нічого не вийшло через Людину Павука
Джиммі приєднався до суперзлодійської команди доктора Октавіуса, де став причетним до охорони деякого особливого предмета. Джиммі атакував карателя за наказом кримінальної організації, що іменує себе «Обмін» і був убитий під час повітряної битви з Карателем. 

## Версії поза коміксами

### Нова Людина-павук
Наприкінці 2009 року стало відомо, що з Джоном Малковичем ведуться переговори про роль Стерв'ятника в фільмі Людина-павук 4. У січні Малкович сам підтвердив свою участь у фільмі. Але виробництво фільму було скасовано, через те, що студія Columbia Pictures, що володіє правами на екранізацію коміксів про героя, вирішила перезапустити серію новим фільмом «Нова Людина-павук».

### Нова Людина-павук 2. Висока напруга
Крила Стерв'ятника з'являються наприкінці фільму «Нова Людина-павук: Висока напруга» в лабораторії Оскорпу разом з щупальцями Доктора Восьминога.

### Кінематографічний всесвіт Марвел
Стерв'ятника зіграв актор Майкл Кітон в фільмі Людина-павук: Повернення додому, який належить до КВМ. Тут Адріан Тумс представлений як терорист і торговець зброєю, зробленою з технологій інопланетної раси Чітатурі. Колись він займався «прибиранням» всього того, що натворили Месники, але потім його компанію закрили, бо Тоні Старк створив свою компанію з зачищення — «Damage Control» і Тумс залишився без роботи. Щоб хоч якось прогодувати сім'ю, Адріан зібрав своїх старих колег і вони разом почали створювати та продавати зброю з того, що вони колись прибирали. Але на заваді у них став молодий Пітер Паркер, який хотів проявити себе перед Тоні Старком. Він знайшов їхню базу і зруйнував всі їхні плани, але Стерв'ятник не здався, він вирішив власноруч напасти на літак компанії Старка і вкрасти нову зброю Месників, та йому знову заважає Людина-Павук і літак падає за містом, де між героєм і злодієм починається битва.
Зрештою Тумс вирішує забрати зброю і втекти, та його костюм виявився зламаним і вибухнув. Павуку вдалося врятувати життя Адріанові та здати його поліції, після чого той попав у в'язницю. У сцені після титрів показують, як замовник зброї у Тумса — Мак Гарган, прийшов до нього у в'язницю і сказав, що у нього на свободі є декілька друзів, які з радістю помстилися б Павукові за зруйнування їхніх планів. Ці слова є натяком на злочинну команду під назвою «Зловісна Шістка».